# Dalechampia tiliifolia
Dalechampia tiliifolia är en törelväxtart som beskrevs av Jean-Baptiste de Lamarck. Dalechampia tiliifolia ingår i släktet Dalechampia och familjen törelväxter. Inga underarter finns listade i Catalogue of Life.